# Бехелн
Бехелн (њем. Becheln) општина је у њемачкој савезној држави Рајна-Палатинат. Једно је од 137 општинских средишта округа Рајн-Лан. Према процјени из 2010. у општини је живјело 643 становника. Посједује регионалну шифру (AGS) 7141008.

## Географски и демографски подаци
Бехелн се налази у савезној држави Рајна-Палатинат у округу Рајн-Лан. Општина се налази на надморској висини од 380 метара. Површина општине износи 4,4 km². У самом мјесту је, према процјени из 2010. године, живјело 643 становника. Просјечна густина становништва износи 146 становника/km².